# EANCOM
EANCOM (EAN + Communication) ist eine Untermenge des EDIFACT-Standards, der weltweit in der Konsumgüterindustrie Verwendung findet.
Aus den EDIFACT Nachrichtenstandards wurde eine Teilmenge der verwendeten Segmente ausgewählt, die die EANCOM Nachrichten bilden. Wie bei jeder anderen Untermenge wurde auch hier den einzelnen Elementen z. T. branchenspezifische Bedeutungen gegeben, d. h. die Listen der Qualifier, also der Elemente, die ein Folge- oder Vorgänger-Element semantisch qualifizieren, wurden um branchenspezifische Werte erweitert.
Häufig verwendete Nachrichtentypen sind:
| Meldung | Englisch                | Bedeutung / Inhalt                  |
| ------- | ----------------------- | ----------------------------------- |
| DESADV  | Despatch advice message | Lieferavis                          |
| INVRPT  | Inventory Report        | Bestandsdaten                       |
| SLSRPT  | Sales Report            | Abverkaufmeldungen                  |
| INVOIC  | Invoice                 | Rechnungen                          |
| PRICAT  | Price catalog           | Preisliste / Katalogdaten           |
| ORDERS  | Orders                  | Auftragsdaten                       |
| ORDRSP  | Order Response          | Auftragsbestätigung                 |
| ORGCHG  | Order Change            | Auftragsänderung                    |
| RECADV  | Receiving Advice        | Wareneingangs- und Differenzmeldung |

Andere EDIFACT-Untermengen sind zum Beispiel EDIKEY, EDIFURN und EDIFICE.